# آدم بايرنز
آدم بايرنز (بالإنجليزية: Adam Byrnes)‏ هو لاعب اتحاد الرغبي أسترالي، ولد في 29 يوليو 1981 في سيدني في أستراليا.

## وصلات خارجية
- آدم بايرنز عل موقع إسبنسكروم (الإنجليزية)
- آدم بايرنز على موقع ItsRugby.co.uk (الإنجليزية)